# أحشاء مبهمة الموضع
الأحشاء مبهمة الموضع أو تلبس المواضع (بالإنجليزية: Situs ambiguus)‏ هو عيب خلقي نادر تتوزع فيه الأعضاء الحشوية الرئيسية بشكل غير طبيعي داخل الصدر والبطن. يشير التوضع المغاير بشكل عام إلى خلل في توضع وترتيب الأعضاء الحشوية في المستوى الجانبي. لا يتشابه هذا العيب الخلقي مع انقلاب الأحشاء والذي ينتج عنه انعكاس في ترتيب جميع الأحشاء في البطن والصدر، بشكل تتوضع فيه الأحشاء عكس موضعها الطبيعي. يعتبر انقلاب الأحشاء الصورة المرئية لـ«Situs solitus»، وهو توزع طبيعي غير متماثل للأعضاء الحشوية البطنية. يمكن أيضًا تقسيم تلبس المواضع إلى تصاوغ أيسر وتصاوغ أيمن حسب العيوب التي تلاحظ في الطحال والرئتين وأذين الأذين.
لا يعاني الأفراد المصابون بانقلاب الأحشاء من مضاعفات أو خلل وظيفي قاتل في أنظمتهم العضوية، إذ يُحافظ على التشريح العام وتشكل أنظمة الأوعية العضوية البطنية. نظرًا للترتيب غير الطبيعي للأعضاء في حالة الانقلاب، فإن التوجه عبر «المحور الأيمن-الأيسر» من الجسم يتعطل مبكرًا أثناء تطور الجنين، ما يؤدي إلى تطور خلل قلبي شديد في 50-80% من الحالات. بالإضافة إلى أنهم يعانون من مضاعفات في الأوعية الدموية الجهازية والرئوية، ويعانون من خطر الإصابة بأمراض كبيرة وفي بعض الأحيان، الموت. يفتقر جميع المرضى المصابون بتلبس المواضع إلى التماثل في توزيع الأعضاء في تجويف البطن والصدر ويُصنفون سريريًا على أنهم مصابون بشكل من أشكال متلازمة التوضع المغاير.
تحدث متلازمة التوضع المغاير مع التصاوغ الأذيني في 1 من كل 10000 ولادة حية وترتبط بنحو 3% من حالات أمراض القلب الخلقية. ثبت أن التقدير الإضافي لحدوث انتشار التصاوغ (الأيزوميرية) وانتشاره أمر صعب وذلك نظرًا لفشل الأطباء في تشخيص المرض والتعامل معه. علاوة على ذلك، يمكن التعرف على التصاوغ الأيمن بسهولة أكبر من التصاوغ الأيسر، ما يساهم في فشل التشخيص.
أجريت الأبحاث على داء تلبس المواضع مع نتائج يرجع تاريخها إلى عام 1973.

## العلامات والأعراض
توجد مجموعة متنوعة من المظاهر السريرية لتلبس المواضع. تنتج الأعراض الحادة عن كل من العيوب القلبية وغير القلبية. يمكن أن تشير زرقة أو (تلون الجلد بالأزرق) والتي تؤثر في المقام الأول على الشفاه والأظافر إلى وجود مشكلة جهازية أو مشاكل في الدورة الدموية. سوء التغذية، يمكن ملاحظة الفشل في النمو، بالإضافة للتنفس الضحل السريع بسبب ضعف الدورة الدموية. قد يؤدي عدم انتظام ضربات القلب ونفخة القلب عند الفحص إلى زيادة الشكوك حول وجود خلل في القلب. تشمل الأعراض غير القلبية اختلالات في الكبد والجهاز الهضمي. قد يؤدي رتق القناة الصفراوية أو التهاب وتدمير القنوات الصفراوية إلى اليرقان. يُعتبر القيء وتورم منطقة البطن من السمات التي تشير إلى وضع غير صحيح للأمعاء. ضعف وضع الأمعاء يجعله أكثر عرضة للانسداد، ما قد يؤدي إلى العديد من المشكلات الصحية المزمنة. يُعد تعدد الطحال بالإضافة لانعدام الطحال من السمات المحتملة لمتلازمة التوضع المغاير.
عادة ما يصاب مرضى تلبس المواضع بالتصاوغ الأذيني الأيمن بسبب تطور القلب غير الطبيعي الذي يتكون من أذينين أيمنين مزدوجين، أو التصاوغ الأذيني الأيسر والذي يتكون من أذينين أيسرين مزدوجين (في الجهة اليمنى واليسرى). يمكن أن تختلف المظاهر السريرية والأعراض تبعًا للتصاوغ الأيمن-الأيسر في التناظر الأذيني. في كلتا الحالتين، ستكون قمة القلب في وضع ضعيف، وهو ما ينبغي أن ينبه الطبيب إلى احتمال وجود تصاوغ أذيني. تشير التقديرات إلى أن ما بين 5 إلى 10% من مرضى التصاوغ مصابون بتوسط القلب، والتي يتوضع القلب فيها في مركز الصدر، 25-50% من المرضى لديهم دكستروكارديا (القلب اليميني)، والتي تتوجه قمة القلب فيها نحو الجانب الأيمن من القفص الصدري و 50 - 70% مصابون بأيسرية القلب، والتي تكون قمة القلب فيها موجهة نحو الجانب الأيسر من الصدر.

### التصاوغ الأذيني الأيمن
تصاوغ الأذينة اليمنى، وتسمى أيضًا لاحقة الأذينة اليمنى، هو عبارة عن عيب في النمو القلبي إذ يتوضع الأذين الأيمن واللواحق الأذينية فيه في جدار العضلات، على عكس التوضع الصحيح للأذين الأيمن والأذين الأيسر. في التصاوغ الأذيني الأيمن، يتلف الأوكسجين في الدم الرئوي بسبب تحويل الدم الأيمن إلى الأيسر. بالإضافة إلى ذلك، يغيب الحاجز الأذيني والذي يفصل بين الأذينين. تسمح هذه العيوب، بالإضافة إلى الاحتقان في الجهاز الرئوي، باختلاط بالدم المخلوط بالأكسجين مع الدم المؤكسج، ما يسهم في حدوث الزرقة وضيق التنفس. ينتج ضعف الدورة الدموية الجهازية أيضًا عن وضع غير صحيح للأبهر.

### التصاوغ الأيسر
اللاحقة الأذينية اليسرى، وتسمى أيضًا التصاوغ الأذيني الأيسر، هو عبارة عن عيب في النمو القلبي إذ يتوضع الأذين الأيسر فيه بالإضافة للاحقة الأذينية في جدار العضلات، يمكن أن يكون للتصاوغ الأذيني الأيسر مظاهر سريرية متنوعة، بما في ذلك ظهور الأعراض في وقت لاحق. غالبًا ما يكون قصور القلب مصدر قلق لأن الوريد الأجوف السفلي يتعطل بسبب التشكل غير المناسب للبطين الأيسر والذي يدعم الوريد الأجوف.

### العقد الموصلة والأنسجة
يؤدي النمو غير الطبيعي للقلب، بالإضافة إلى الألياف الكهربائية التالفة في جميع أنحاء البطينين إلى مضاعفة ضَعف العقد الموصلة. يطور الأفراد ذوي التصاوغ الأذيني الأيمن العقدتين الجيبية الأذينية، إذ أن لديهم الأذينين الأيمنين متطابقان، في حين يفشل الأشخاص ذوي التصاوغ الأذيني الأيسر في تطوير العقدة الجيبية على الإطلاق. وبالتالي، فإن المرضى المصابين بالتصاوغ الأذيني الأيسر يكونون أكثر عرضة للتعرض للرجفان الأذيني، أو عدم انتظام ضربات القلب السريعة، وإيقاع القلب غير الطبيعي، والمعروف باسم الرفرفة الأذينية. يعتمد تطوير اضطراب النظم القلبي وحزمة هيس إلى حد كبير على النمو الفسيولوجي للبطينين. تسهم البطينات غير الطبيعية في عدم انتظام ضربات القلب وإحصار القلب عند الأجنة.

### شجرة الشعب الهوائية والرئتين
تصاوغ شجرة الشعب الهوائية ليست ضارة عادة ولا تقدم أي مضاعفات سريرية كبيرة، ولكن قد يؤدي تضيق الصمام الرئوي إلى حدوث مشاكل في تدفق الدم إلى الرئتين.

### أعضاء البطن
يمكن ترتيب أعضاء البطن، بما في ذلك الكبد والمعدة والمسالك المعوية والطحال، بشكل عشوائي في جميع أنحاء المحور الجانبي الأيمن-الأيسر من الجسم. يحدد توزيع هذه الأعضاء طريقة العلاج، والنتائج السريرية إلى حد كبير. يكون الكبد متماثلًا عادة عبر المحور الأيمن-الأيسر عند المرضى الذين يعانون من تلبس المواضع، وهو أمر غير طبيعي. يعاني غالبية مرضى التصاوغ الأذيني الأيسر من عيوب في جميع أنحاء الجهاز الصفراوي المسؤول عن إنتاج الصفراء (حتى في حال كانت المرارة وظيفية وطبيعية الشكل). يمكن أن يؤدي رتق القناة الصفراوية إلى مشاكل حادة مثل سوء امتصاص المواد الغذائية، والبراز الشاحب، والبول الداكن، وتورم البطن. تزيد -في حال استمرت هذه الحالة دون علاج مناسب- احتمالية الإصابة بتليّف الكبد وفشله. لا يُلاحظ رتق القناة الصفراوية عادة عند المرضى الذين يعانون من التصاوغ الأذيني الأيمن. غالبًا ما يكون التوضع العشوائي للمعدة من أولى الإشارات عند الفحص. يؤدي سوء انسيابية القناة المعوية بأكملها، أو الطي والتورم غير المناسبين للمعدة والأمعاء، إلى انسداد الأمعاء. يؤدي هذا الاختلال إلى القيء وانتفاخ البطن والمخاط ووجود الدم في البراز. قد يعاني المرضى أيضًا من آلام في البطن. يعتبر سوء الدوران المعوي أكثر شيوعًا عند المرضى الذين يعانون من التصاوغ الأذيني الأيمن مقارنة بالمرضى الذين يعانون من التصاوغ الأذيني الأيسر.
غالبًا ما يعاني مرضى التصاوغ من اضطرابات في نمو الطحال أثناء التطور الجنيني، ما يؤدي إلى نقص عام في الطحال (انعدام الطحال) أو تطور أكثر من طحال (تعدد الطحال). غالبًا ما يُلاحظ انعدام الطحال عند مرضى التصاوغ الأذيني الأيمن. يحدث عسر البول عند 90% من المرضى الذين يعانون من التصاوغ الأذيني الأيسر. بالرغم من أنهم يملكون أكثر من طحال، إلا أنهم غير فعالين عادة ما يؤدي إلى فقدان الطحال الوظيفي. نادرًا ما يكون لمرضى التصاوغ الأذيني الأيسر طحال وظيفي واحد طبيعي. يكون المرضى الذين يفتقرون إلى الطحال الوظيفي معرضين لخطر التسمم ومن الواجب مراقبتهم.